# 外務省ユダヤ難民取り扱い規則
外務省ユダヤ難民取り扱い規則（がいむしょうユダヤなんみんとりあつかいきそく）は、近衛文麿外務大臣の名により各在外公館長へ1938年（昭和13年）10月7日付で発せられた機密の訓令である（米三 機密 合 第一四四七號、件名: 猶太避難民ノ入国ニ関スル件）。本訓令の呼び名について、本訓令の起案文書の写しの欄外に、「猶太避難民ノ取扱方ニ関スル訓令」（ユダヤひなんみんのとりあつかいかたにかんするくんれい）と記述されている。アジア歴史資料センターのウェブサイトにおいて外交官杉原千畝を紹介するページでは、本訓令が便宜的に「規則」と呼ばれている（実際は規則ではなく訓令である）。
昭和初期の日本の外務省におけるユダヤ難民の取り扱いとして、1938年（昭和13年）4月、外務省、陸軍省、海軍省の幹部による外務省内の委員会「回教及び猶太問題委員会」（イスラム教およびユダヤ問題委員会）が非公式に発足した。1938年10月5日に外務省が招集した「回教及び猶太問題委員会」幹事会においては、外務省、内務省、陸軍省、海軍省の21名の出席者によりユダヤ難民に対する協議がなされた。この協議を経て近衛外務大臣より在外公館長へ発せられた機密の訓令が本訓令（米三 機密 合 第一四四七號）である。

## 概要
当時、ドイツの反ユダヤ主義政策によりヨーロッパから脱出するユダヤ難民が多数発生していた。ユダヤ難民はアメリカや現在のイスラエルに脱出したが、アメリカへ向かうコースは大西洋を渡るコースと、シベリア鉄道やインド洋航路で日本を経由して太平洋を越えるコースがあった。
1938年10月5日「回教及びユダヤ問題委員会」幹事会の協議は “1935年の内務、拓務、外務各省の協議「ドイツ避難民に関する件」の規則では在ウィーン総領事からの請訓電に対応できない”、 “ドイツ旅券には本人がユダヤ人か否かの記載はないので、その入国取締りは容易でなく、また日本が公然反ユダヤ政策を採っているという印象を海外に与えてはならない” などいくつかの結論に至った。
本政策は、それまであったビザ発給資格の条件を大幅に厳しくすることで、ユダヤ難民の日本を経由した脱出を妨げる狙いがあった。もっとも，アメリカのユダヤ人移民に関する法案、エビアン・カンファレンスが制定される1930年代終わりまでユダヤ移民に開かれた国を見つけることは不可能に等しかった。1938年（昭和13年）10月7日付けで外務大臣から各在外公館長に対して発信された訓令にその内容が記されている。

## 「猶太避難民ノ取扱方ニ関スル訓令」全文
| 文書課發送 昭和拾参年拾月拾日 發送済 |
| 主管 亞米利加局長 主任 第三課長 昭和十三年十月五日起草 |
| 米三 機密 合 第一四四七號 昭和拾参年拾月七日附 |
| 受信人名 宛先末尾記載ノ通 発信人名 近衛外務大臣 |
| 件名 猶太避難民ノ入國ニ関スル件 |
| 獨逸及伊太利ニ於テハ猶太人ヲ排斥シツヽアリ且其他ノ諸國モ彼等ノ入國ヲ好マサルモノ少カラサル結果、最近関係在外公館ヨリノ報告ニ徴スルニ是等猶太人ニシテ我國ニ避難シ来ラントスル者漸次増加ノ傾向有之趣ナルニ就テハ之カ對策ニ関シ過般當省、内務及陸海軍各省係官㑹合協議ノ結果我盟邦ノ排斥ニ因リ外國ニ避難セントスル者ヲ我國ニ於テ許容スルコトハ大局上面白カラサルノミナラス現在事変下ニ在ル我國ノ實情ハ外國避難民ヲ収容スルノ餘地ナキヲ以テ此種避難民（外部ニ対シテハ単ニ「避難民」ノ名義トスルコト、実際ハ猶太人避難民ヲ意味ス）ノ本邦内地並ニ各殖民地ヘノ入國ハ好マシカラス（但シ通過ハ此ノ限ニ在ラス）トノコトニ意見ノ一致ヲ見タルニ付右御含ノ上今後是等避難民ニ対シテハ我國ノ現行外國人入國令第一條ニ列記セル範囲内ノ理由ノ下ニ本邦渡来阻止方可然御措置相成度従テ （一）此種無國籍避難民ニ對シテハ今後凡テ渡航証明書ヲ發給セサルコト但シ単ニ我國ヲ通過スルニ止マル者ニ對シテハ行先國ノ入國手續ヲ完了シ居リ且二百五十円以上ノ提示金ヲ到着ノ際所持スル者ニ限リ通過渡航証明書ノ發給ハ差支ナク又 （二）我國ト査証相互廃止ノ取極アル國ノ國籍ヲ有スル此種避難民ニ對シテハ今後本邦入國ニ関シ貴館ニ何等願出等アリタル際ハ査証ヲ與ヘサルハ勿論何等ノ証明書ヲモ發給セス本邦渡来ヲ断念セシムル様説示方御取計アリ度又 （三）右以外國籍ヲ有スル此種避難民ニ対シテハ今後凡テ査証ヲ與ヘサル様可然御取計相成度 尚本内訓ハ猶太人ニ對シ特別ノ手段ヲ講シタルモノニアラス現行外國人入國令ノ範囲内ニ於テ措置スルモノニシテ外部ニ對シ何等之ヲ發表シ居ラサルニ付キ右様御含相成度此段申進ス |
| 本信送付先 在外各公館長 |

- 外務省外交史料館の記録文書「民族問題関係雑件／猶太人問題 第四巻 分割2」（アジア歴史資料センター収録画像ページ77、78、79）より引用。引用元は縦書き。上部欄外に「通過者留外」。
- 「猶太避難民ノ入國ニ関スル件」は当該案件をこのように呼んでいるのであって、この件名で発せられた文書は他にもある[7]。
- 当該起案文書の「寫」（うつし）文書には「㑹合」の語句なし、「寫」文書の上部欄外には「（三）ニ該當ノ國ハ実際ニ於テハ當時残シト英國ノミナリキ」の文言あり[2]。
- 1938年における日本円の価値は、食パン1斤（600グラム）が20銭（0.2円）、駅弁が30銭、第一ホテルのシングル宿泊代が2円80銭、国民服が10円、市電運転手の初任給が50円から60円、日劇ダンシングチームの月給が100円である[8]。
- 現行の「外国人入国令」とは、内務省の大正7年1月24日省令第1号「外国人入国ニ関スル件」[* 5]であり、入国を取り締まる規則の「外国人入国取締規則」とは別である[* 6]。

## 訓令発令後の動き

### 猶太人対策要綱
この訓令発令された前後には、欧州の日本公館にビザを求めるユダヤ人が連日のように押しかけてきており、本国の訓令はその現状を無視したものであった。対処不能に陥った在外公館より当訓令について見直しを求める電報が数多く送られ、特にウィーン総領事館の山路総領事は外務省に対し1938年10月17日「一般的猶太人排斥政策ヲ執ルコトハ差當リ不得策ト思考スル」と打電している。在外公館からの悲鳴のような電報に日本政府が動いたのは12月になってからで、12月1日に陸海軍内務省との間に事態打開のための協議を申し入れ、12月6日に方針を変更した「猶太人対策要綱」を決定することになる。

### 有田訓令
「猶太人対策要綱」に基づき、外務省は翌日の12月7日、有田八郎外務大臣から訓令「暗 合 第3544号」（件名: 猶太避難民ニ関スル件）を在外各公館長に回電した（引用元は縦書き）。
| 昭和十三年十二月六日起草 |
| 電送 第31023號 昭和13.12.7 午前11時10分發 發 有田大臣 |
| 件名 猶太避難民ニ関スル件 暗 合 第三五四四號 |
| 猶太避難民問題ノ重大性ニ鑑ミ昨六日政府ハ日、満、支全般ニ亘ル右對策ヲ次ノ通決定セルニ付右方針ノ下ニ可然御措置アリタシ \| 猶太人對策要綱 獨伊兩國トノ親善關係ヲ緊密ニ保持スルハ現下ニ於ケル帝國外交ノ枢軸タルヲ以テ盟邦ノ排斥スル猶太人ヲ積極的ニ帝國ニ抱擁スルハ原則トシテ避クヘキモ之ヲ獨國ト同様極端ニ排斥スルカ如キ態度ニ出ツルハ啻ニ帝國ノ多年主張シ來レル人種平等ノ精神ニ合致セサルノミナラス現ニ帝國ノ直面セル非常時局ニ於テ戰爭ノ遂行特ニ經濟建設上外資ヲ導入スルノ必要ト對米關係ヲ惡化スルコトヲ避クヘキ觀點ヨリ不利ナル結果ヲ招來スルノ虞大ナルニ鑑ミ左ノ方針ニ基キ之ヲ取扱フモノトス 方 針 一、現在日、滿、支ニ居住スル猶太人ニ對シテハ他國人ト同様公正ニ取扱ヒ之ヲ特別ニ排斥スルカ如キ處置ニ出ツルコトナシ 二、新ニ日、滿、支ニ渡來スル猶太人ニ對シテハ一般ニ外國人入國取締規則ノ範圍内ニ於テ公正ニ處置ス 三、猶太人ヲ積極的ニ日滿支ニ招致スルカ如キコトハ之レヲ避ク 但シ資本家技術家ノ如キ特ニ利用價値アル者ハ此ノ限ニ在ラス \| 右ハ本邦ニ関スル限リ往信米三機密合第一四四七号ノ趣旨ト同一ナルニ依リ其ノ取扱方ニ付テハ同信記載ノ要項ニ依リ御處理アリタシ唯入國條件ニ抵触セサル資本家、技術家ノ如キ者ノ入國ニ付テハ豫メ事情ヲ詳具シ請訓相成様致度シ 本電宛先 在外各公館長 |
| 猶太人對策要綱 獨伊兩國トノ親善關係ヲ緊密ニ保持スルハ現下ニ於ケル帝國外交ノ枢軸タルヲ以テ盟邦ノ排斥スル猶太人ヲ積極的ニ帝國ニ抱擁スルハ原則トシテ避クヘキモ之ヲ獨國ト同様極端ニ排斥スルカ如キ態度ニ出ツルハ啻ニ帝國ノ多年主張シ來レル人種平等ノ精神ニ合致セサルノミナラス現ニ帝國ノ直面セル非常時局ニ於テ戰爭ノ遂行特ニ經濟建設上外資ヲ導入スルノ必要ト對米關係ヲ惡化スルコトヲ避クヘキ觀點ヨリ不利ナル結果ヲ招來スルノ虞大ナルニ鑑ミ左ノ方針ニ基キ之ヲ取扱フモノトス 方 針 一、現在日、滿、支ニ居住スル猶太人ニ對シテハ他國人ト同様公正ニ取扱ヒ之ヲ特別ニ排斥スルカ如キ處置ニ出ツルコトナシ 二、新ニ日、滿、支ニ渡來スル猶太人ニ對シテハ一般ニ外國人入國取締規則ノ範圍内ニ於テ公正ニ處置ス 三、猶太人ヲ積極的ニ日滿支ニ招致スルカ如キコトハ之レヲ避ク 但シ資本家技術家ノ如キ特ニ利用價値アル者ハ此ノ限ニ在ラス |

この有田訓令は近衛訓令「米三機密合第1447号」とともに1941年12月8日の対米英宣戦布告時点において無効になっていた。

## 杉原千畝の発給ビザ

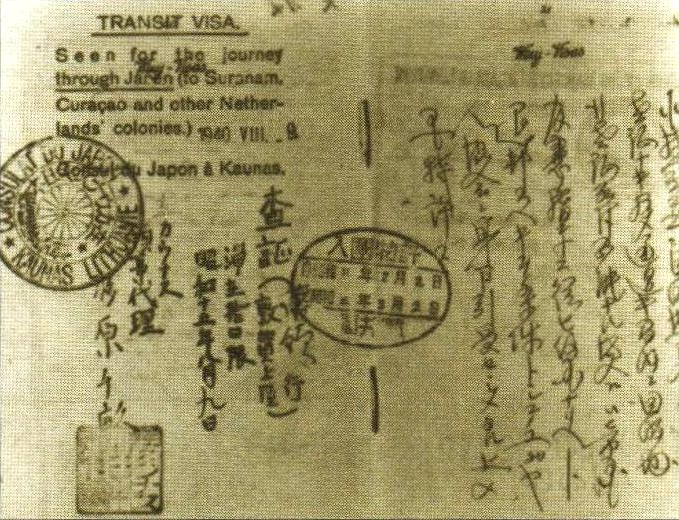
杉原発給通過ビザ。ユダヤ系女性スーザン・ブルーマン（1920年ワルシャワ生まれ）に発給されたもの。

大量のユダヤ難民にビザを発給したことで知られる外交官杉原千畝は、訓令が出された1938年当時、フィンランドの在ヘルシンキ公使館に勤務していた。その後、リトアニア在カウナス領事館に副領事として務めていた杉原は1940年7月から9月にかけて、困難な状況の中、外務省当局と駆け引きをし、記録上2,000件以上、うち1,500件余りがユダヤ系（1941年2月の杉原発電報より）の通過ビザ（通過査証）を発給、およそ6,000人の難民を救った（杉原発給ビザは二千百数十件だが一枚一家族で六千人以上が救われたと推定されている）。
杉原の行為に関しては66年後に日本政府が示した見解が小泉純一郎総理大臣の答弁書（2006年3月24日、内閣衆質164第155号）にある。それによると、
これらの文言が盛り込まれ、その翌々月、外務省ウェブサイトにて以下のように公開された。
1992年3月の衆議院予算委員会において渡辺美智雄外相と宮澤喜一首相が杉原について発言している。
- 外務大臣 渡辺美智雄 （第123回国会 予算委員会第二分科会 第1号 平成4年3月11日）[17]
  - 「杉原さんが訓令違反で処分されたという記録はどこにもない」
  - 「私は、その事態をよく見て人道的な見地からそれだけの御苦労をして出国をさせたということは、やはりすばらしかったなと、過去を振り返ってそのようなたたえたい気持ちであります」

- 内閣総理大臣 宮澤喜一 （第123回国会 予算委員会 第17号 平成4年3月13日）[18]
  - 「報告を受けておるところによりますと、杉原副領事の行った判断と行為は、当時のナチスによるユダヤ人迫害といういわば極限的な局面において人道的かつ勇気のあるものであったというふうに考えております。この機会に改めてその判断と功績をたたえたいと思います」

さらに遡ると、1991年5月、中山太郎外務大臣がイスラエルに正式訪問し、公式の場において、「日本国民の一人として人道に基づく杉原副領事の判断と行動を深く誇りにする」という趣旨の発言をした。
杉原千畝は戦前に朝鮮と満州、特に前者において支配者側の権利を存分に行使したその戦後日本の周辺諸国との関係上好ましからざる遍歴、また何より訓令を発した外務省当局への忠誠心の欠如とあり、外務省は戦後彼を冷遇し続けた。杉原は近衛訓令「米三機密合第1447号」に反したものの、ユダヤ人寄りの安江仙弘大佐の働きかけで策定された「猶太人対策要綱」には合致しているという主張もあるが、外務省は「猶太人対策要綱」を「米三機密合第1447号」（近衛訓令）と同様の趣旨であるとして在外各公館長に訓令「暗 合 第3544号」（有田訓令）を伝えたのである。